# Macedonian Open 1997
Il Macedonian Open 1997 è stato un torneo di tennis facente parte della categoria ATP Challenger Series nell'ambito dell'ATP Challenger Series 1997. Il torneo si è giocato a Skopje in Macedonia dal 22 al 28 settembre 1997 su campi in terra rossa.

## Vincitori

### Singolare
Dušan Vemić ha battuto in finale  Clemens Trimmel con il punteggio di 6–3, 6–7, 6–3

### Doppio
Thomas Buchmayer /  Thomas Strengberger hanno battuto in finale  Nebojša Đorđević /  Dušan Vemić con il punteggio di 6–4, 7–6